# 애교점
애교점(愛嬌點, beauty spot, beauty mark)은 일반적으로 윗입술에서 2센티미터 근처에 있거나 눈 근처에 있고 돌출되지 않은 까만 점으로써 어떤 사람들은 이 점을 매력적으로 느낀다. 의학적으로는 멜라닌 반점이라고 부른다. 점들은 신체의 다른 부위에도 많이 있을 수 있으나 그런 것들은 보통 애교점으로 부르지 않는다.
화장의 일종으로 얼굴에 가짜 애교점을 붙이기도 한다. 서양에서는 특히 18세기에 애교점을 중요하게 여겼고 가짜 애교점이 일반화되었으며 하트나 별 모양같이 좀 더 독특하고 장식적인 모양도 있었다. 마릴린 먼로의 애교점은 20세기에 들어 새로운 유행을 만들어냈으며 근래에 와서는 신디 크로퍼드의 뚜렷한 점이 다시 유행을 타고 있다.